# Дарлингтон (футбольный клуб)
«Да́рлингтон» (англ. Darlington Football Club) — английский футбольный клуб из города Дарлингтон, графства Дарем, Северо-Восточная Англия. Был основан в 1883 году, из-за финансовых проблем был расформирован в 2012 году, но затем был реанимирован и начал выступать в девятом футбольном дивизионе Англии. Прозвище клуба — «The Quakers», по названию религиозного движения квакеров, которое оказало влияние на историю города.
В настоящее время выступает в Северной Национальной лиге, шестом по значимости дивизионе в системе футбольных лиг Англии.
Принципиальные соперники «Дарлингтона» — «Хартлпул Юнайтед», «Карлайл Юнайтед» и «Йорк Сити».

## История

### Основание и довоенные годы
Футбольный клуб был основан в дарлингтонской средней школе в 1883 году и в том же году выиграл Кубок графства Дарем. В 1889 клуб присоединился к новой Северной Лиге, которую выиграл дважды — в 1896 и 1900 годах. Статус профессионального клуба был получен в 1908, после чего команда присоединилась к Северо-Восточной Лиге. В 1913 году ФК «Дарлингтон» занял первое место в этом турнире.
В сезоне 1919/20 команда заняла второе место в Северной Восточной Лиге, а в следующем году стала победителем турнира. Следующий сезон клуб начал в Третьем Дивизионе, который завершил на втором месте. В 1925 году «Дарлингтон» стал чемпионом и получил повышение во Второй Дивизион, но был понижен обратно два сезона спустя.

### Вторая половина XX века
В сезоне 1957/58 клуб достиг наивысшего успеха в Кубке Англии, попав в число 16 лучших команд турнира. Этого не помогло команде избежать попадания в четвёртый английский дивизион, который появился после очередной реорганизации английских футбольных турниров. В 1966 году «Дарлингтон» повысился в классе на одну ступень. В 1982 году клуб оказался на пороге кризиса, победить который смог путём сбора средств горожан. Несколькими годами позже клуб выбыл из третьего дивизиона в Конференцию, но быстро вернулся обратно. Огромная заслуга по возвращению команды из низов английского футбола принадлежит бывшему игроку сборной Англии Брайану Литтлу. Позже он ушёл в Лестер Сити, а клуб опустился обратно в Четвёртую лигу.
В 90-х годах Дарлингтон дважды участвовал в переходных играх за право повышения в классе, но оба раза упускал эту возможность.

### Банкротство
25 февраля 2009 года клуб объявлен банкротом и, по правилам Футбольной Лиги, был лишен 10 очков, в результате чего подопечные Дэйва Пенни, находившиеся в зоне плей-офф Лиги 2, опустились на 11-е место в турнирной таблице. 16 января 2012 года в клубе введено внешнее управление, расторгнуты контракты со всеми футболистами и тренерами (до конца сезона футболисты и тренеры работали бесплатно). Часть футболистов покинула команду, а на их место пришли игроки из молодёжной команды. К тому же главный тренер «Дарлингтона» Крейг Лиддл, через 7 лет после окончания карьеры, вновь заявил о себе как игрок, чтобы помочь команде.
Для спасения команды была создана отдельная организация — DFC 1883 Limited. 3 мая 2012 она выкупила все активы клуба, взяв на себя все долговые обязательства «Дарлингтона». Но новой администрации не удалось прийти к мировому соглашению с кредиторами. По этой причине 31 мая 2012 года решением английской Футбольной ассоциации (ФА) клуб был отправлен в Северную конференцию — десятый по силе дивизион, где играют любительские клубы. 21 июня команде запретили участвовать во всех официальных турнирах под эгидой этой организации. 25 июня DFC 1883 Limited зарегистрировала новую команду — «Дарлингтон 1883», которая и стала преемником старого «Дарлингтона».

### Возвращение
В сезоне 2012/2013 «Дарлингтон» сразу стал чемпионом десятого дивизиона и завоевал право выступать в Первом северном дивизионе (дивизион 9). В сезоне 2013/2014 «Дарлингтон» одержал 28 побед, 6 раз сыграл вничью и 8 раз проиграл. Итог — 90 очков и 2-е место в чемпионате, но разница мячей была лучшей — 64. Лучшим бомбардиром в составе стал Стивен Томпсон, забивший 24 мяча. Клуб завоевал право участвовать в стыковых матчах для перехода в 8-й дивизион. Соперником стал «Ramsbottom United». В домашнем матче квакеры проиграли со счетом 0:2.
В следующем сезоне «Дарлингтон» вновь занял 2 место и попал в плей-офф, где в полуфинале обыграл клуб «Spennymoor Town», а в финале «Дарлингтон 1883» победил «Bamber Bridge» со счетом 2:0. Тем самым команда поднялась в классе и попала в Северную Премьер-Лигу (Northern Premier-League, 7 дивизион).
Сезон 2015/16 также оказался успешным для «Дарлингтона»: команда заняла в своей лиге 1 место, набрав 104 очка и забив 106 голов в 46 матчах, и автоматически вышла в Северную Национальную Лигу (National League North, 6 дивизион), где выступает и по сей день. «Дарлингтон» продолжил радовать болельщиков и в сезоне 2016/17, так как в 6 дивизионе клуб сходу попал в зону Плей-офф, заняв 5 место. Но из-за нарушения регламента лиги «Дарлингтон 1883» был лишен права выступать в стыковых матчах, а это право было передано команде, занявшее 6-е место — «Чорли».
В апреле 2017 года ФА одобрил запрос клуба вернуться к традиционному названию Darlington F.C. для сезона 2017-18.

## Достижения
- Третий северный дивизион Футбольной лиги
  - Чемпион (1): 1924/25
  - Второе место (1): 1921/22
- Четвёртый дивизион Футбольной лиги
  - Победитель (1): 1990/91
  - Второе место (1): 1965/66
- Национальная лига Англии
  - Победитель (1): 2015/16
- Трофей Футбольной ассоциации
  - Обладатель (1): 2010/11

## Игроки

### Текущий состав
По состоянию на 25 октября 2023 года
| Нет. | Позиция. | Нация         | Игрок                                        |
| ---- | -------- | ------------- | -------------------------------------------- |
| 1    | ГК       | Английский    | Томми Тейлор                                 |
| 2    | DF       | Английский    | Бен Хедли                                    |
| 3    | DF       | Английский    | Джассем Сукар                                |
| 4    | MF       | Английский    | Том Платт                                    |
| 5    | DF       | Английский    | Тоби Лиз                                     |
| 6    | DF       | Английский    | Джейк Лоулор                                 |
| 7    | MF       | Английский    | Джонни Нганду                                |
| 8    | MF       | Английский    | Бен Лиддл                                    |
| 9    | FW       | SKN           | Джейкоб Хейзел                               |
| 10   | MF       | Португальский | Адриано Моук                                 |
| 11   | FW       | Английский    | Эндрю Нельсон                                |
| 13   | ГК       | ВАЛ           | Дэвид Робсон (на правах аренды из Халл Сити) |
| 13   | ГК       | Английский    | Харви Келли                                  |

| Нет. | Позиция. | Нация      | Игрок                                                 |
| ---- | -------- | ---------- | ----------------------------------------------------- |
| 14   | MF       | Английский | Уилл Хэтфилд                                          |
| 15   | DF       | Английский | Киран Бертон (на правах аренды из "Хартлпул Юнайтед") |
| 17   | FW       | Английский | Джим Симмс (на правах аренды из Халл Сити)            |
| 20   | FW       | Английский | Митчелл Карри                                         |
| 21   | FW       | Английский | Джаррет Риверс                                        |
| 22   | DF       | Английский | Джордан Виндасс                                       |
| 23   | DF       | Английский | Джордан Мустоу                                        |
| 24   | MF       | Английский | Кэмерон Салкелд                                       |
| 25   | DF       | Английский | Блейн Роу                                             |
| 26   | DF       | Английский | Каллум Гриффитс                                       |
| 28   | MF       | Английский | Хейден Линдли                                         |
| 29   | MF       | Английский | Кензи Харкер                                          |

## Персонал
По состоянию на 19 сентября 2023 года

### Зал заседаний
| Должность                     | Имя                                                           |
| ----------------------------- | ------------------------------------------------------------- |
| Председатель / CEO            | Дэвид Джонстон                                                |
| Директор / секретарь компании | Джонатан Джоветт                                              |
| Директор                      | Джон Викерман                                                 |
| Директор                      | Крис Стокдейл                                                 |
| Директор                      | Общество поддержки Дарлингтона 1883 Лимитед (Джон Саддингтон) |

### Футбол
| Должность                  | Имя            |
| -------------------------- | -------------- |
| Менеджер                   | Джош Гоулинг   |
| Помощник менеджера         | Дэнни Роуз     |
| Менеджер по комплектованию | Гэри Смит      |
| Физиотерапевт              | Дэнни О'Коннор |
| Тренер вратарей            | Джим Проветт   |

## Интересные факты
- В 1999 году «Дарлингтон» приобрел 50 000 червей для естественной ирригации затопленного игрового поля. Все черви утонули[2].